# Fairfield Challenger 2024
Il Fairfield Challenger 2024 è stato un torneo maschile di tennis professionistico. È stata l'8ª edizione del torneo, facente parte della categoria Challenger 75 nell'ambito dell'ATP Challenger Tour 2024, con un montepremi di 82 000 $. Si è giocato dal 7 al 13 ottobre 2024 sui campi in cemento del Solano Community College di Fairfield, negli Stati Uniti.

## Partecipanti

### Teste di serie
| Nazionalità | Giocatore          | Ranking* | Testa di serie |
| ----------- | ------------------ | -------- | -------------- |
| Stati Uniti | Learner Tien       | 148      | 1              |
| Australia   | Tristan Schoolkate | 169      | 2              |
| Stati Uniti | Jeffrey John Wolf  | 171      | 3              |
| Kazakistan  | Dmitrij Popko      | 175      | 4              |
| Stati Uniti | Patrick Kypson     | 184      | 5              |
| Stati Uniti | Brandon Holt       | 206      | 6              |
| Australia   | Bernard Tomic      | 233      | 7              |
| Stati Uniti | Ethan Quinn        | 235      | 8              |

* Ranking al 30 settembre 2024.

### Altri partecipanti
I seguenti giocatori hanno ricevuto una wild card per il tabellone principale:
- Carl Emil Overbeck
- Ryan Seggerman
- Eliot Spizzirri

I seguenti giocatori sono entrati in tabellone come alternate:
- Bruno Kuzuhara
- Kiranpal Pannu

I seguenti giocatori sono passati dalle qualificazioni:
- Murphy Cassone
- Max Basing
- Trey Hilderbrand
- Micah Braswell
- Max Wiskandt
- Rudy Quan

## Punti e montepremi
| Torneo    | Torneo              | V     | F     | SF    | QF    | 2T    | 1T  | Q | Q2  | Q1  |
| Singolare | Punti               | 75    | 44    | 22    | 12    | 6     | 0   | 4 | 2   | 0   |
| Singolare | Premi in denaro ($) | 9 880 | 5 820 | 3 450 | 2 000 | 1 165 | 720 | – | 360 | 185 |
| Doppio    | Punti               | 75    | 44    | 22    | 12    | –     | 0   | – | –   | –   |
| Doppio    | Premi in denaro ($) | 4 250 | 2 450 | 1 480 | 880   | –     | 500 | – | –   | –   |

## Campioni

### Singolare
Learner Tien ha sconfitto in finale  Bernard Tomić con il punteggio di 6–0, 6–1.

### Doppio
Ryan Seggerman /  Patrik Trhac hanno sconfitto in finale  Gabi Adrian Boitan /  Bruno Kuzuhara con il punteggio di 6–2, 3–6, [10–5].